# 66 (numero)
Sessantasei (cf. latino sexaginta sex, greco ἕξ καὶ ἑξήκοντα) è il numero naturale dopo il 65 e prima del 67.

## Proprietà matematiche
- È un numero pari.
- È un numero composto e ha i seguenti divisori: 1, 2, 3, 6, 11, 22 e 33. Poiché la somma dei divisori è 78 > 66 è un numero abbondante.
- È un numero sfenico.
- È un numero semiperfetto in quanto pari alla somma di alcuni (o tutti) i suoi divisori.
- È un numero triangolare (la somma dei numeri interi da 1 a 11) un numero esagonale e un numero 23-gonale.
- È un numero scarsamente totiente.
- È un termine della successione di Mian-Chowla.
- È un numero palindromo e un numero a cifra ripetuta nel sistema numerico decimale e nel sistema di numerazione posizionale a base 32 (22).
- È parte delle terne pitagoriche (66, 88, 110), (66, 112, 130), (66, 360, 366), (66, 1088, 1090).
- È un numero pratico.
- È un numero intero privo di quadrati.

## Convenzioni

### Università
- Nelle università italiane, 66 è il voto minimo ottenibile alla laurea.

## Astronomia
- 66P/du Toit è una cometa periodica del sistema solare.
- 66 Maja è un asteroide della fascia principale del sistema solare.
- NGC 66 è una galassia spirale della costellazione della Balena.

## Astronautica
- Cosmos 66 è un satellite artificiale russo.

## Chimica
- È il numero atomico del Disprosio (Dy), un lantanoide.

## Geografia
- La U.S. Route 66 è una storica strada statunitense, denominata "la strada madre" dal romanziere John Steinbeck.